# Ogórecznik lekarski
Ogórecznik lekarski (Borago officinalis L.) – gatunek rośliny należący do rodziny ogórecznikowatych (szorstkolistnych). Pochodzi z krajów śródziemnomorskich. W Polsce uprawiany, czasami występuje w formie zdziczałej (efemerofit), jako chwast.

## Morfologia i biologia

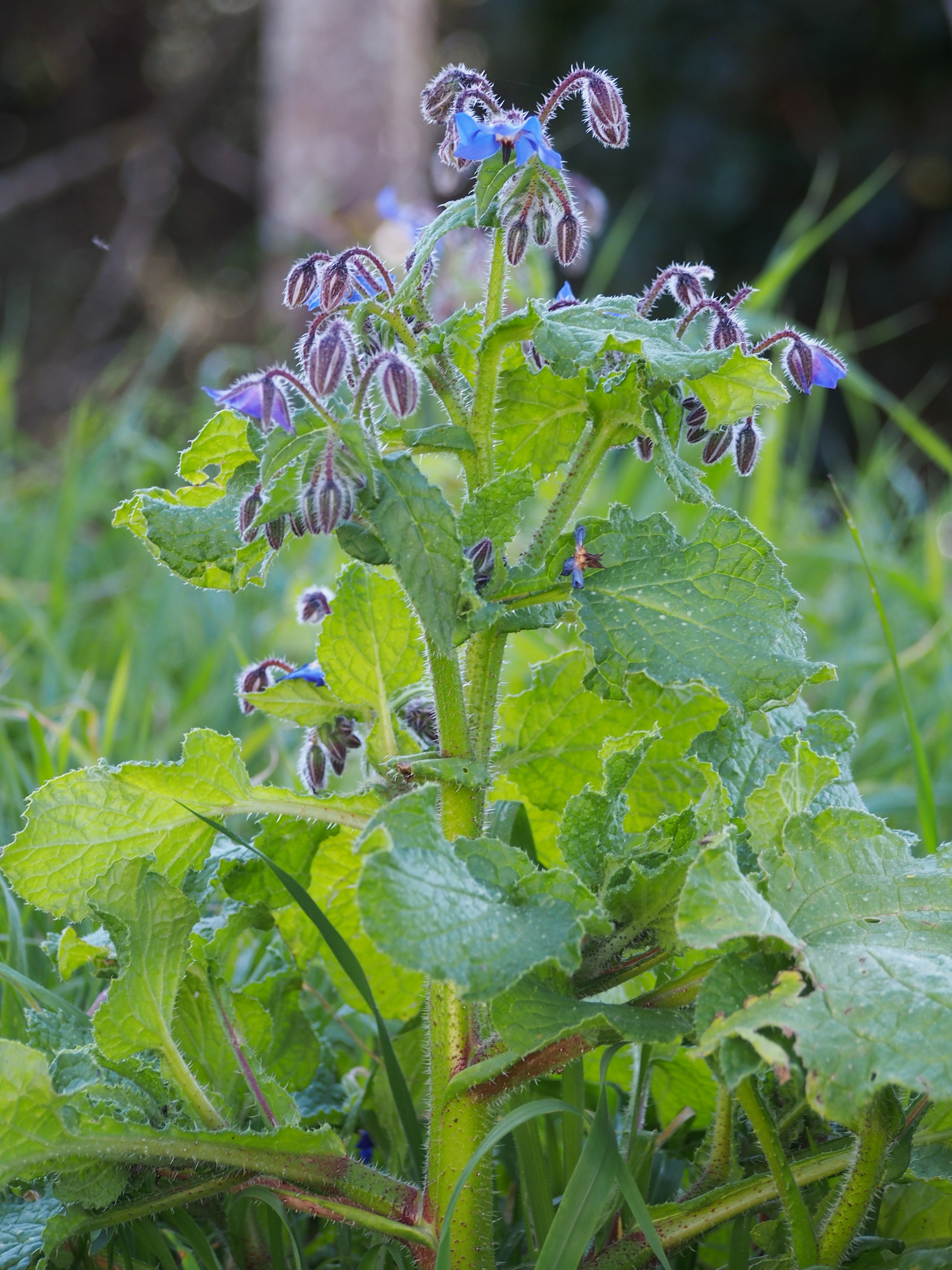
Pokrój

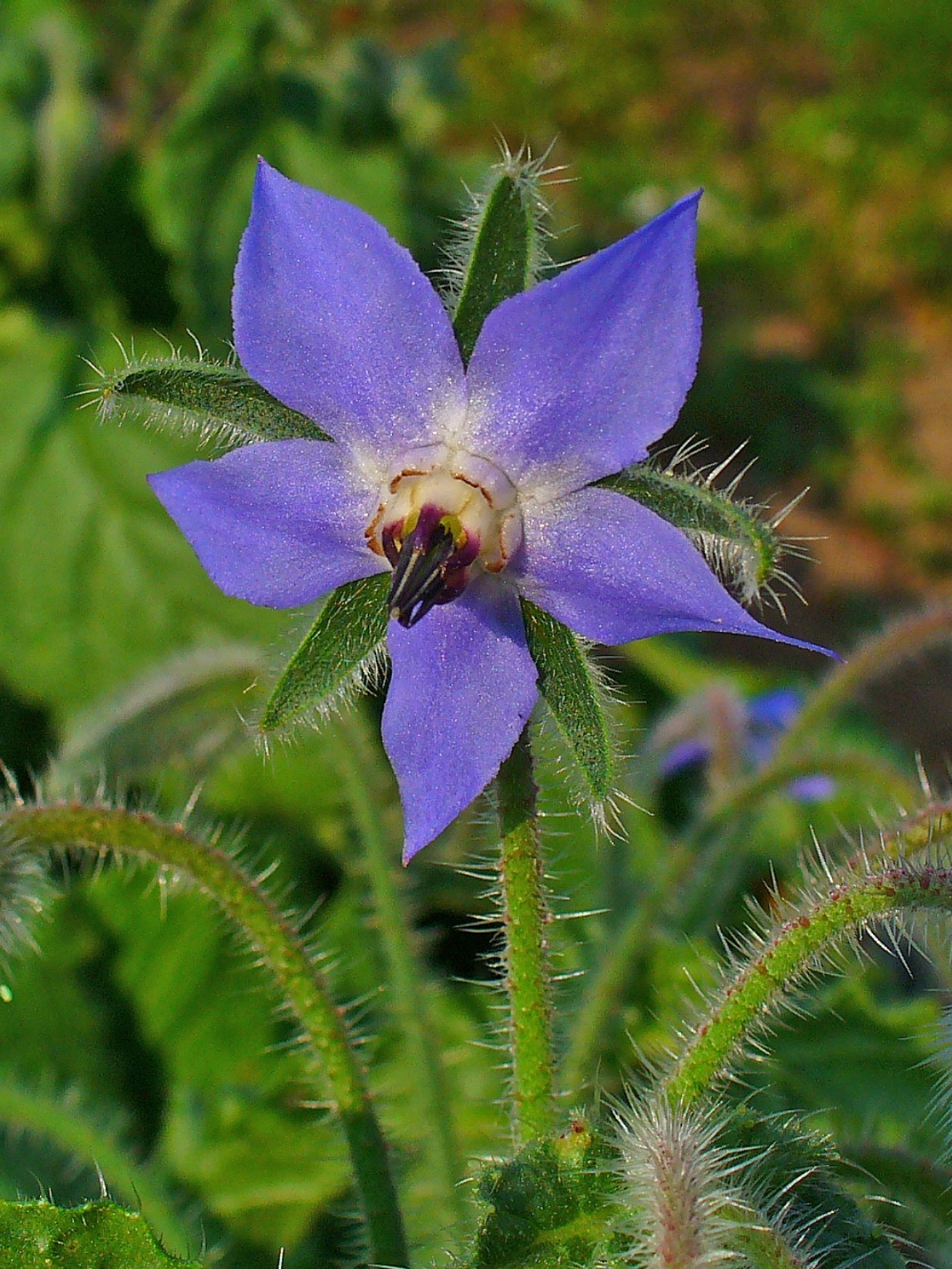
Kwiat

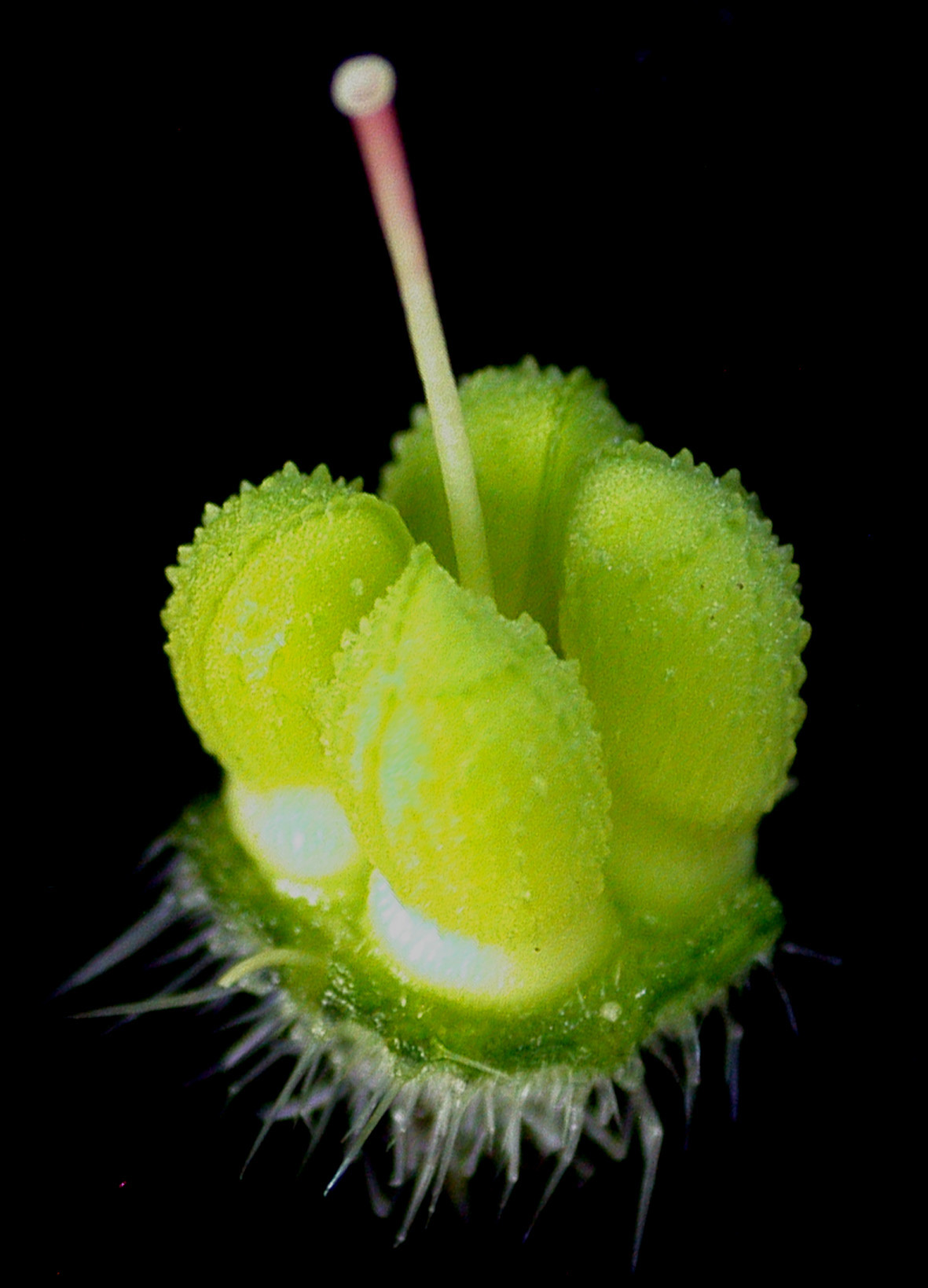
Owoc

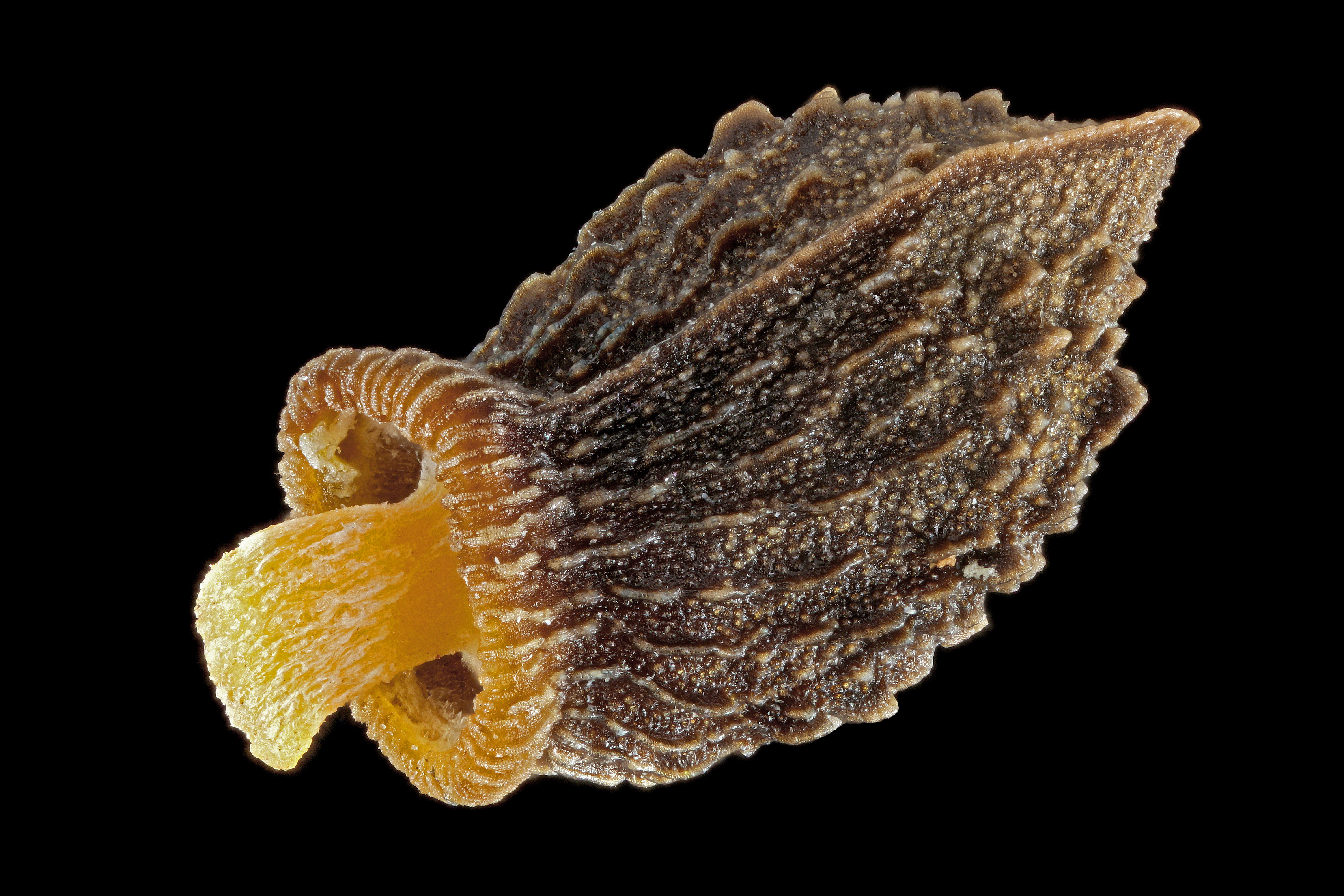
Nasiono z jasnym elajosomem

PokrójRoślina jednoroczna osiągająca wysokość do 60 cm, cała odstająco i szorstko owłosiona. Wydziela przyjemny, odświeżający zapach ogórków.
ŁodygaWzniesiona, rozgałęziona i szorstko owłosiona.
LiścieDolne są duże, eliptyczne, górne - małe, podługowate i obejmujące na wpół łodygę. Brzegiem faliste, pomarszczone.
KwiatyDuże, zwisające, wyrastają na szczycie łodygi w formie luźnej, ulistnionej skrętki. Kielich prawie wolny, składający się z 5 wąskich działek. Średnica do 3 cm. Kolista korona o bardzo krótkiej rurce, zbudowana jest z 5 dużych, zaostrzonych płatków o barwie niebieskiej i 5 białych osklepek. Pręcików 5, słupek 1. Roślina miododajna, owadopylna, kwitnie od czerwca do lipca.
OwocRozłupnia zawierająca 4 żeberkowane rozłupki dojrzewających stopniowo od połowy lipca do końca sierpnia. Barwy od ciemnoszarej do brunatnej. Zawierają nasiona, których 1000 ma masę 16-20 g. Nasiona po zbiorze przechodzą okres tzw. pożniwnego dojrzewania w ciągu dwóch miesięcy. Dopiero po tym czasie osiągają pełną zdolność kiełkowania, którą zachowują 2-3 lata.

## Zastosowanie
- Roślina uprawna: uprawiany jako roślina przyprawowa, lecznicza i ozdobna.
- Roślina lecznicza:
  - Surowiec zielarski: ziele (Herba Boraginis) zawiera flawonoidy, garbniki, sole mineralne (m.in. rozpuszczalną, dobrze przyswajalną dla organizmu krzemionkę oraz azotan potasu), witaminę C, magnez, potas, alantoinę, śluzy, kwas jabłkowy, kwas cytrynowy.
  - Działanie: łagodne działanie moczopędne, przeciwzapalne, uspokajające i bakteriobójcze. Używany jest wewnętrznie do leczenia zapaleń i uszkodzeń błon śluzowych jamy ustnej, układu oddechowego, przełyku, żołądka, jelit, a także w przewlekłym zapaleniu nerek, chorobie reumatycznej i jako środek łagodnie uspokajający. Zewnętrznie używa się jako odwar przy oparzeniach skóry, czyrakach, odmrożeniach, wybroczynach, trądziku młodzieńczym, świądzie skóry i trudno gojących się ranach. Najczęściej używa się w postaci naparu. Olej z nasion zalecany jest przy leczeniu nerwic, depresji, schizofrenii, a także przy wzmożonym wysiłku umysłowym i fizycznym, w czasie menopauzy. Działa korzystnie na ośrodki mózgowe, poprawia krążenie i pracę gruczołów dokrewnych. Regularne spożywanie odwarów (łyżkę ziół zalać szklanką wody i gotować na wolnym ogniu 5-7 minut) zwiększa wydalanie moczu i umożliwia usuwanie z organizmu szkodliwych produktów przemiany materii oraz jonów chloru, mocznika i kwasu moczowego[potrzebny przypis].
  - Zbiór i suszenie: ścina się całe kwitnące pędy, suszy na słońcu lub w suszarni.

- Roślina miododajna: Jeden kwiat ogórecznika zawiera aż do 12 mg nektaru, a w nim 44-77% cukru.

- Roślina kosmetyczna. Może być stosowany w kosmetyce w sposób podobny jak ogórek. Olej z ogórecznika lekarskiego (borogoglandyna) (Oleum Boraginis) o żółtawej barwie stosowany jest do pielęgnacji skóry bardzo suchej, łuszczącej się, wrażliwej, dobrze oczyszcza skórę usuwając zanieczyszczenia z porów i zamykając je[5]. Zawiera składniki spotykane dotychczas tylko w mleku matki.

- Sztuka kulinarna: jadalne są kwiaty i młode, jeszcze nie owłosione liście[6], te ostatnie drobno posiekane, używane są jako przyprawa do sałatek, sosów, zup. Smakiem i zapachem przypominają ogórki. Używa się ich też do przyprawiania mięsa (szczególnie baraniny), twarogu.
- Używa się go do aromatyzowania niektórych likierów, napojów, octu, win.

## Uprawa

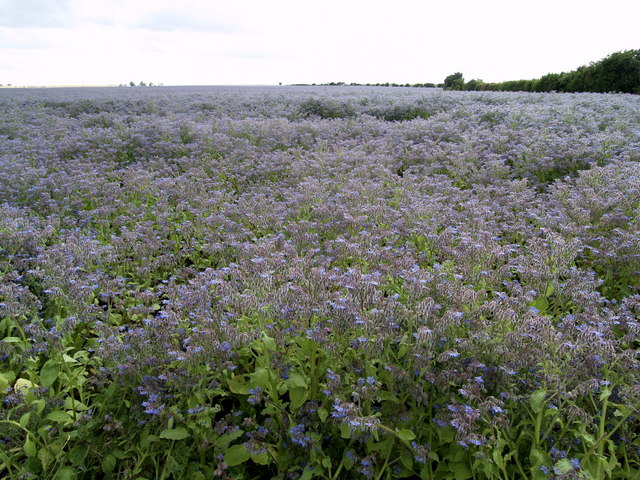
Uprawa ogórecznika w Anglii

Może być uprawiany w strefach 5-10. Rozmnaża się wyłącznie z nasion, które sieje się wczesną wiosną (kwiecień) w rzędy co 30–45 cm, na głębokość 1–2 cm. Na założenie 1 ha plantacji potrzeba 7–10 kg nasion. Wschody są nierównomierne i ukazują się po 2–3 tygodniach. Nie ma specjalnych wymagań klimatycznych, ale ważny jest przebieg warunków pogodowych. Częste i obfite deszcze utrudniają oblot owadów i zapylanie co przekłada się na plon nasion. Roślina wymaga gleb średniozwięzłych, żyznych, w dobrej kulturze o (pH 6,5–7,0), strukturalnych i dostatecznie wilgotnych. Nie wymaga specjalnej pielęgnacji. Zwykle rozsiewa się sam. Okres wegetacji mieści się w granicy 120–140 dni. Pole pod uprawę ogórecznika powinno być starannie przygotowane i odchwaszczone.